# Desmond Morris
Desmond Morris (Purton, Reino Unido, 24 de janeiro de 1928) é um zoólogo, etólogo e pintor surrealista inglês, bem como um autor popular em sociobiologia humana. Ele é conhecido por seu livro de 1967, The Naked Ape, e por seus programas de televisão, como Zoo Time.

## Carreira
Morris ficou em Oxford, pesquisando o comportamento reprodutivo dos pássaros. Em 1956, mudou-se para Londres como chefe da Unidade de Cinema e TV Granada da Sociedade Zoológica de Londres e estudou as habilidades dos macacos para fazer filmes. O trabalho incluiu a criação de programas para cinema e televisão sobre comportamento animal e outros tópicos de zoologia. Ele apresentou o programa semanal Zoo Time da Granada TV até 1959, roteirizando e hospedando 500 programas e 100 episódios do programa Life in the Animal World para a BBC2.  Em 1957 ele organizou uma exposição no Institute of Contemporary Arts de Londres, mostrando pinturas e desenhos compostos por chimpanzés comuns. Em 1958, ele co-organizou uma exposição, The Lost Image, que comparava fotos de bebês, humanos adultos e macacos, no Royal Festival Hall em Londres. Em 1959, ele deixou o Zoo Time para se tornar o Curador de Mamíferos da Zoological Society.  Em 1964, ele proferiu a Palestra de Natal da Royal Institution sobre comportamento animal. Em 1967, ele passou um ano como diretor executivo do London Institute of Contemporary Arts.

Os livros de Morris incluem The Naked Ape: A Zoologist's Study of the Human Animal, publicado em 1967. O livro vendeu bem o suficiente para Morris se mudar para Malta em 1968 para escrever uma sequência e outros livros. Em 1973, ele voltou a Oxford para trabalhar para o etologista Niko Tinbergen. De 1973 a 1981, Morris foi Pesquisador no Wolfson College, Oxford.  Em 1979, ele realizou uma série de televisão para a Thames TV, The Human Race, seguida em 1982 por Man Watching no Japão, The Animals Road Show em 1986 e depois várias outras séries.  O National Life Stories conduziu uma entrevista de história oral (C1672 / 16) com Desmond Morris em 2015 para sua coleção de Ciência e Religião mantida pela Biblioteca Britânica.

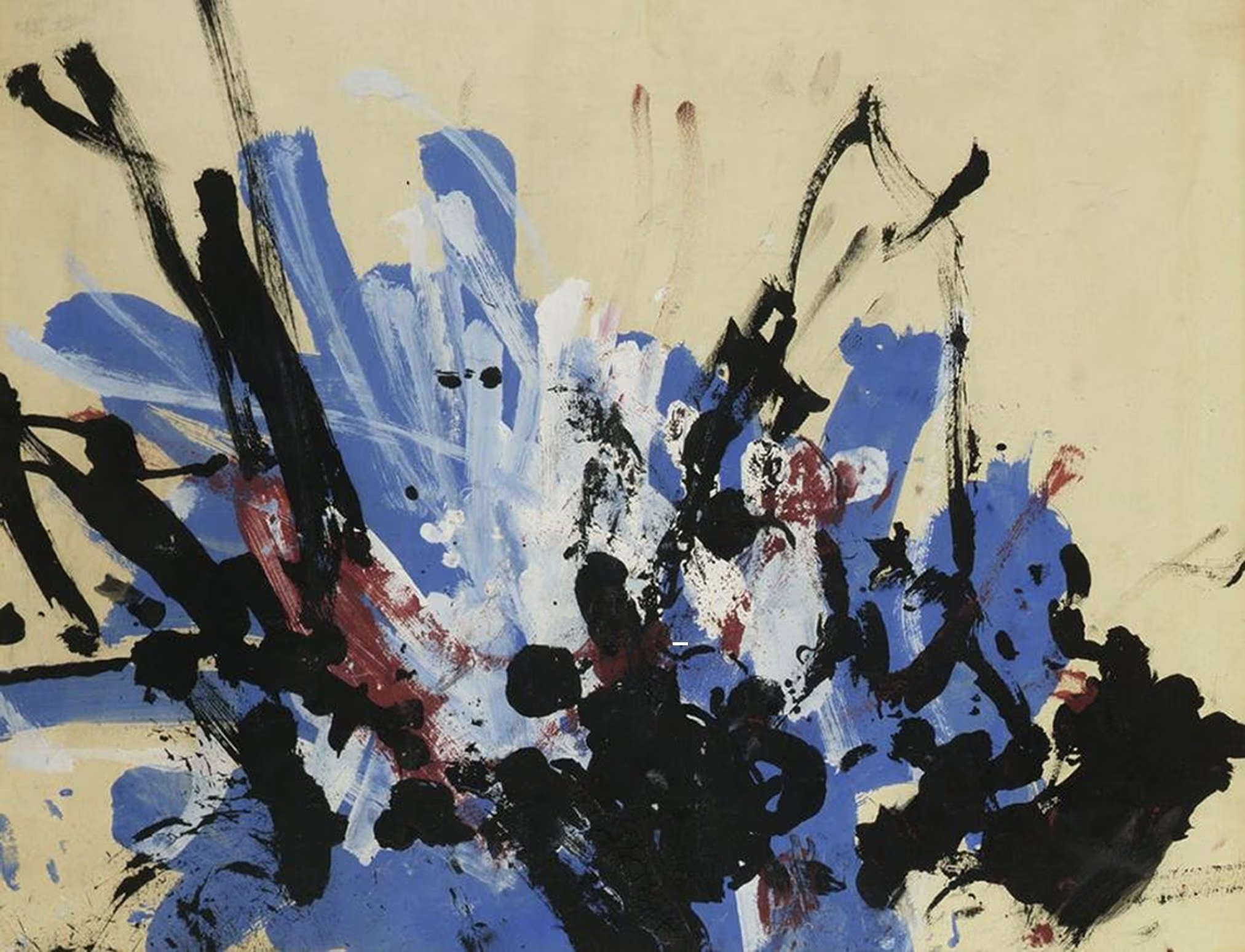
Pintura realizada por Congo, o chimpanzé

### Livros
- The Big Cats (1965) - parte dos livros ilustrados de ciências naturais de Bodley Head, que examina os hábitos dos cinco Big Cats.[5]
- The Mammals: A Guide to the Living Species (1965) - uma lista abrangente de todos os gêneros de mamíferos, todas as espécies não-roedores e não-morcegos, e informações adicionais sobre espécies selecionadas.
- Men and Pandas (1966) com Ramona Morris - terceiro volume da série de animais Ramona e Desmond Morris.
- - uma olhada nas qualidades animalescas da humanidade e sua semelhança com outros macacos. Em 2011, a revista Time colocou-o em sua lista dos 100 melhores ou mais influentes livros de não ficção escritos em inglês desde 1923.[6]
- Men and Snakes (1968) com Ramona Morris - uma exploração das várias relações complexas entre humanos e cobras
- The Human Zoo (1969) - uma continuação de The Naked Ape, analisando o comportamento humano nas grandes sociedades modernas e sua semelhança com o comportamento animal em cativeiro.
- Intimate Behavior (1971) - Um estudo do lado humano do comportamento íntimo, examinando como a seleção natural moldou o contato físico humano.
- Manwatching: A Field Guide to Human Behavior (1978) - inclui a discussão do tópico " Sinais de gravata "
- Gestos: sua origem e distribuição (1979)
- Animal Days (1979) - Autobiográfico
- The Soccer Tribe (1981)
- Guia de Bolso para Manwatching (1982)
- Inrock (1983)
- Bodywatching - Um Guia de Campo para as Espécies Humanas (1985) - Centenas de fotos analisando o corpo humano.
- Catwatching: & Cat Lore (1986) - um estudo de gatos.
- Dogwatching (1986) - um estudo do "melhor amigo do homem".
- Horsewatching (1989) - com o subtítulo "Por que um cavalo relincha e tudo o mais que você sempre quis saber"
- Animalwatching (1990)
- Babywatching (1991)
- Bodytalk (1994)
- The Human Animal (1994) - livro e série de documentários da BBC para TV
- The Human Sexes (1997) - Série de documentário de TV Discovery / BBC
- Cat World: A Feline Encyclopedia (1997)
- The Naked Eye (2001)
- Cães: o dicionário definitivo de mais de 1 000 raças de cães (2001)
- Peoplewatching: The Desmond Morris Guide to Body Language (2002)
- A Mulher Nua: Um Estudo do Corpo Feminino (2004)
- Linguaggio muto (linguagem muda) (2004)
- The Nature of Happiness (2004)
- Assistindo (2006)
- O Homem Nu: Um Estudo do Corpo Masculino (2008)
- Bebê: um retrato dos primeiros dois anos de vida (2008)
- Planet Ape (2009) (em co-autoria com [Steve Parker])
- Owl (2009) - Parte do reacional Livros animal série
- Macaco (2013) - Parte do reacional Livros animal série
- Leopard (2014) - Parte do reacional Livros animal série
- Bison (2015) - Parte do reacional Livros animal série
- "Cats in Art" (2017) - Parte da reacional Livros animal série
- As vidas dos surrealistas (2018)

## Filmografia
- Zootime (Weekly, 1956–67)
- Life (1965–67)
- The Human Race (1982)
- The Animals Roadshow (1987-89)
- O Contrato Animal (1989)
- Animal Country (1991-96)
- The Human Animal (1994)
- The Human Sexes (1997)

## Críticas
Algumas das teorias de Morris foram criticadas como não testáveis. Por exemplo, o geneticista Adam Rutherford escreve que Morris comete "o pecado científico da história do 'justo' - especulação que parece atraente, mas não pode ser testada ou é desprovida de evidências". No entanto, esta é também uma crítica ao adaptacionismo na biologia evolutiva, não apenas a Morris.
Morris também é criticado por afirmar que os papéis de gênero têm um fundo evolutivo profundo, em vez de cultural.